# Арутюнов, Михаил Агателович
Михаи́л Агате́лович Арутю́нов (Муше́г Сагате́лович Арутюня́н) (15 июня 1898 года — 13 июля 1944 года) — участник Великой Отечественной войны, Герой Советского Союза, гвардии ефрейтор.

## Биография
- Родился 15 июня 1898 года (по разным данным 1907 или 1905 год) в селе Гюдгюм ныне Гегануш области Сюник Республики Армения, в семье крестьянина. Армянин по национальности. После переезда с семьей в Узбекистан получил неполное среднее образование. Работал инспектором районного финансового отдела горисполкома города Самарканда.
- В сентябре 1942 году был призван в ряды красной армии. С того же времени на фронте, воевал в пехоте в должности автоматчика 201-го гвардейского стрелкового полка (67-я гвардейская стрелковая дивизия, 6-я гвардейская армия, 1-й Прибалтийский фронт).

Член ВКП(б)/КПСС с 1942 года. Особо отличился в летних боях 1944 году на территории Белоруссии во время проведения Операции «Багратион» и Прибалтики.
- 22 июня 1944 года бою за населенный пункт Орехи (Сиротинский район Витебской области) гвардии ефрейтор Арутюнов огнём из автомата уничтожил 5 гитлеровцев и подавил пулеметную точку.
- 24 июня в числе первых в составе ударной группы переправился через Западную Двину в районе деревни Узречье (Бешенковичский район Витебской области). Принимал активное участие в боях за удержание плацдарма. Был ранен, но вскоре вернулся. За героизм и мужество, проявленные при форсировании Западной Двины и расширение плацдарма, был представлен к званию Героя советского Союза. Однако получить награду герой так и не успел 13 июля 1944 года при освобождении населенных пунктов Зарасайского района Литвы гвардии ефрейтор Арутюнов погиб.
- Указом Президиума Верховного Совета СССР от 22 июля 1944 года за образцовое выполнение боевых заданий командования на фронте борьбы с немецко-фашистскими захватчиками и проявленные при этом мужество и героизм гвардии ефрейтору Арутюнову Михаилу Агателовичу присвоено звание Героя Советского Союза.
- Был похоронен недалеко от места последнего боя на кладбище деревни Салас (Острув). После войны останки были перенесены на воинское кладбище в селе Смалвос Зарасайского района Литвы. На могиле установлен обелиск.

## Награды
- Герой Советского Союза
- орден Ленина

могила М. В. Арутюнова в селе Салас, Литва

- Орден Отечественной войны II степени
- медали

## Память
- Подвиг Михаила Арутюнова описан в книге «Славные сыны Самарканда»